# Anisaspis
Genre
Anisaspis est un genre d'araignées mygalomorphes de la famille des Paratropididae.

## Distribution
Les espèces de ce genre se rencontrent à Saint-Vincent-et-les-Grenadines, en Colombie et en Équateur.

## Liste des espèces
Selon World Spider Catalog (version 24, 17/03/2023) :
- Anisaspis awa Sherwood, Brescovit & Lucas, 2023
- Anisaspis camarita Perafán, Galvis & Pérez-Miles, 2019
- Anisaspis tuberculata Simon, 1892

## Systématique et taxinomie
Ce genre a été décrit par Simon en 1892 dans les Aviculariidae.

## Publication originale
- Simon, 1892 : « On the spiders of the island of St. Vincent. Part 1. » Proceedings of the Zoological Society of London, vol. 1891, p. 549-575 (texte intégral).